# Anel de Raschig

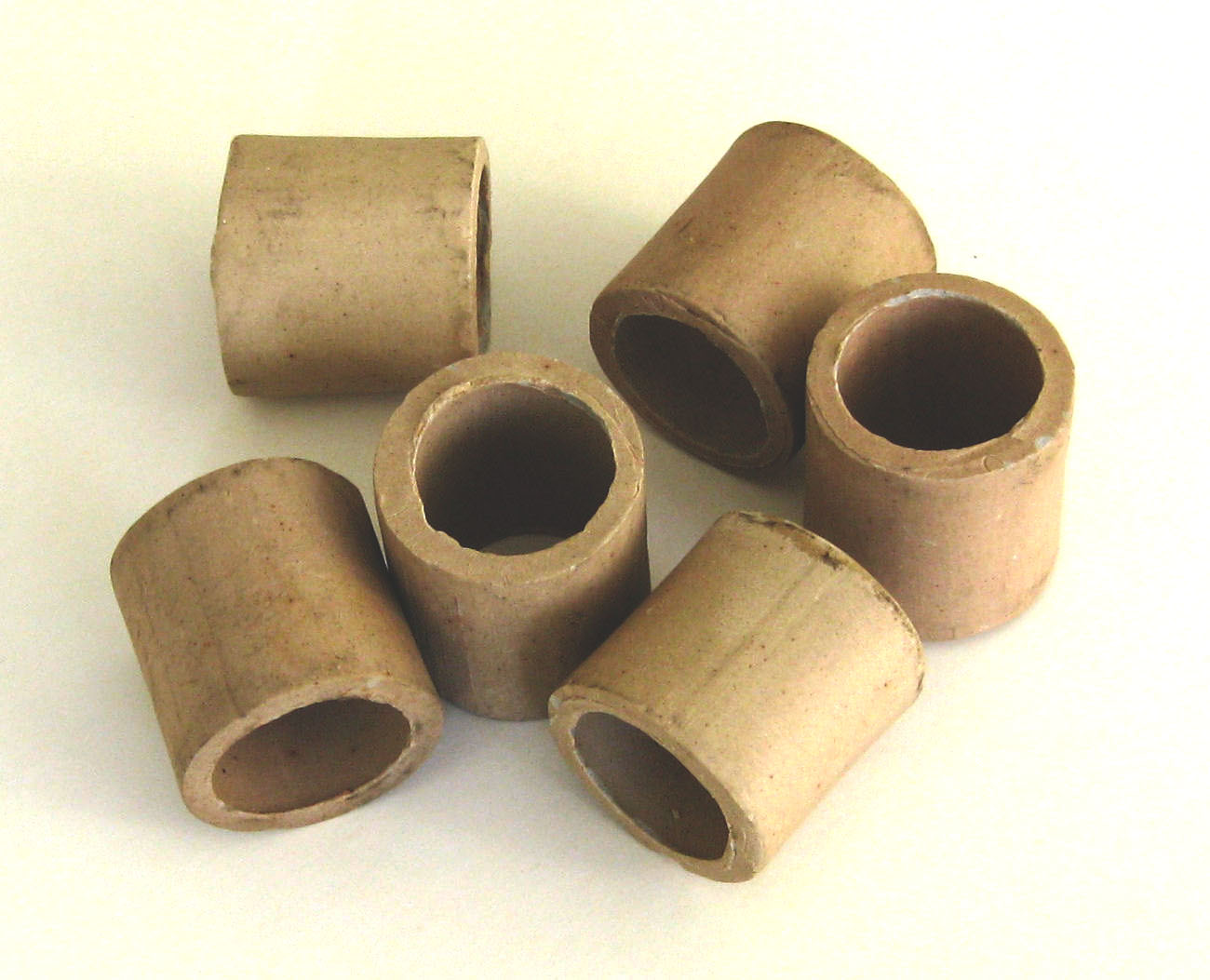
anéis de Raschig

Aneis de Raschig são secções de tubos com diâmetro aproximadamente igual ao comprimento utilizados em grande número dentro de colunas de destilação e também em outros processos da engenharia química. São confeccionados em cerâmica ou metal e fornecem uma área maior dentro da coluna para a interação entre o líquido e o gás ou vapor. Recebem este nome em homenagem ao seu inventor, o químico alemão Friedrich Raschig.